# Зимник

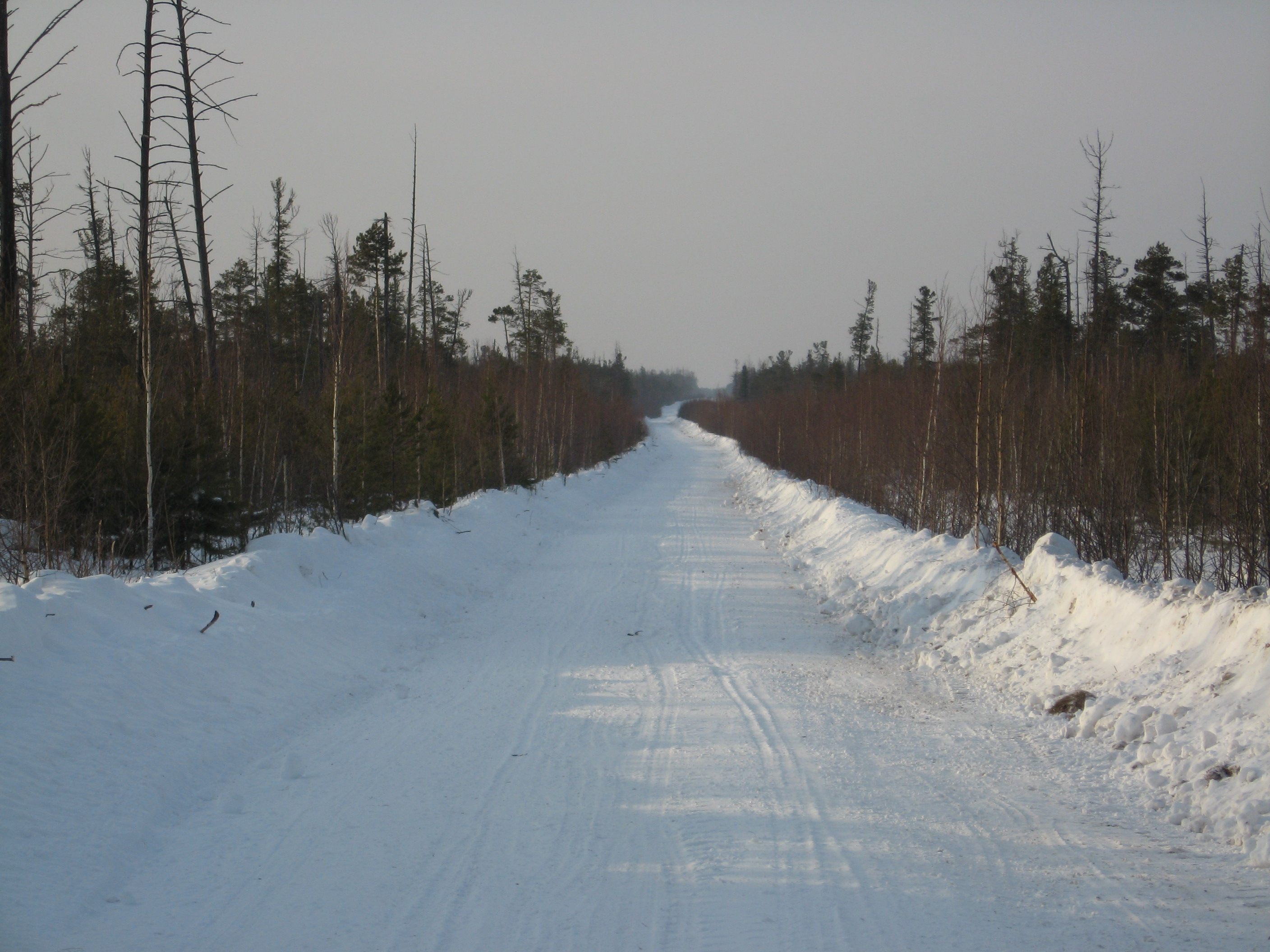
Новый зимник с месторождения Соболиное на «большую землю»

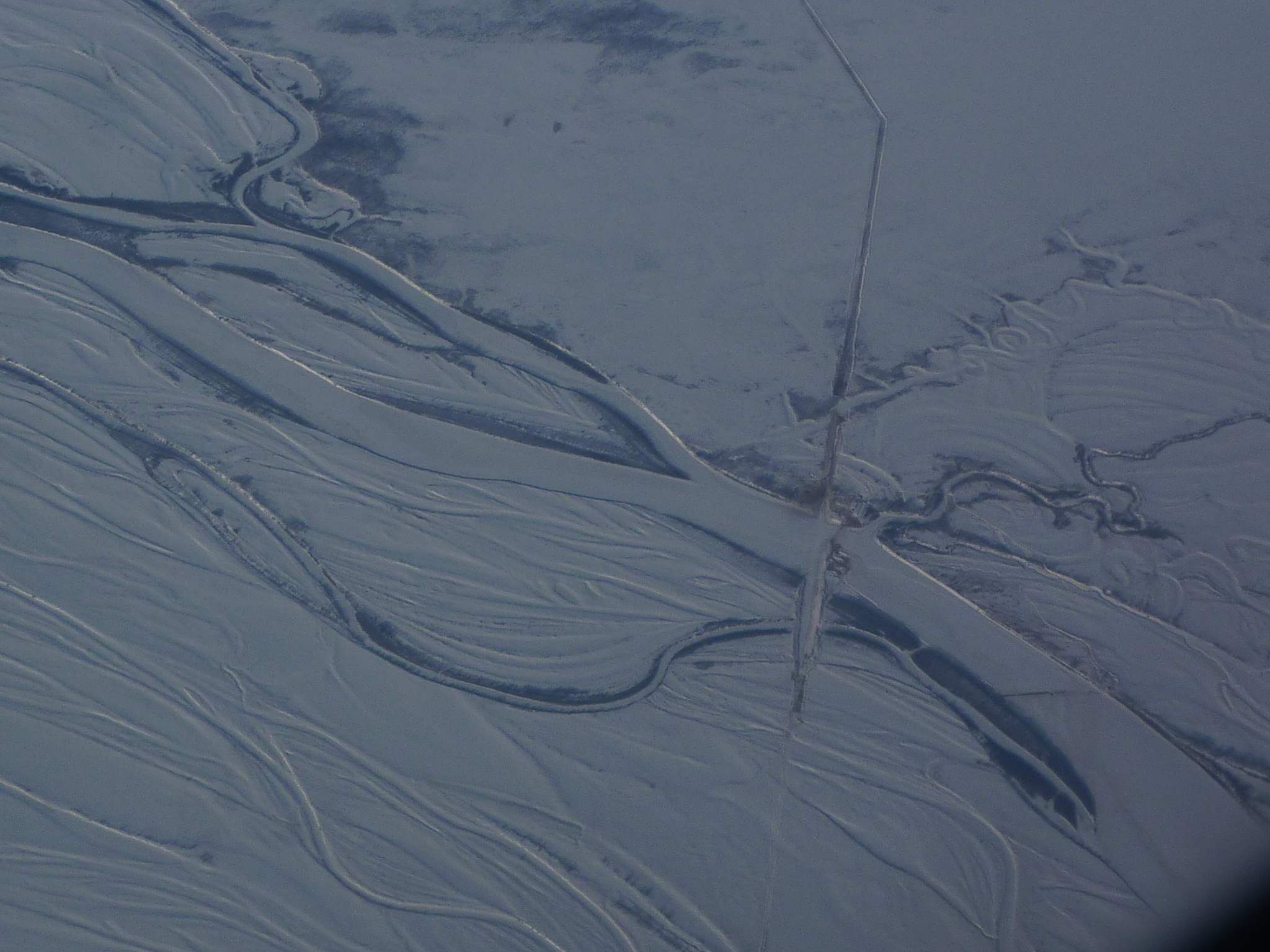
Ледовая переправа через протоку Амура (40 км ниже Хабаровска)

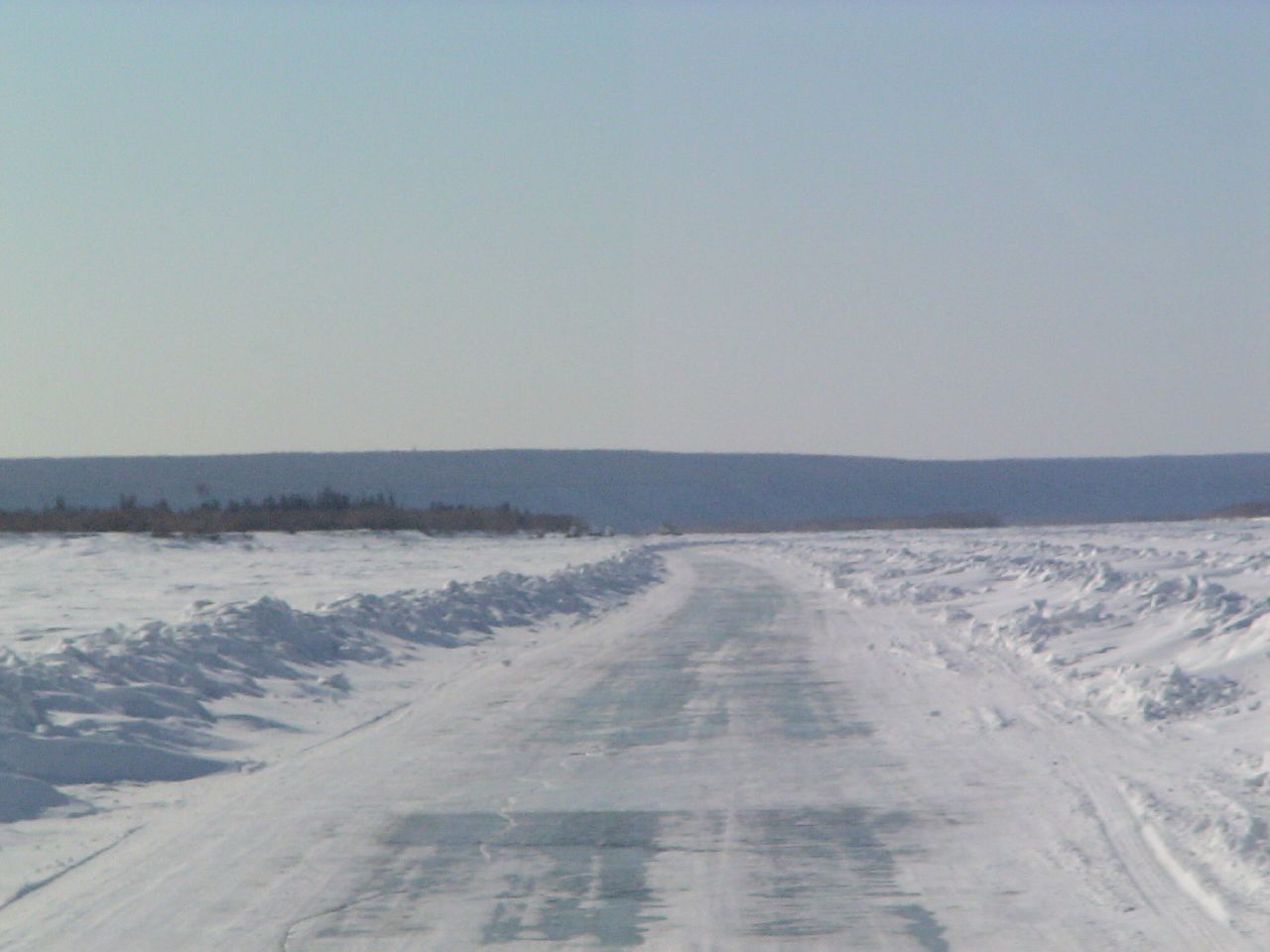
Зимник через Лену

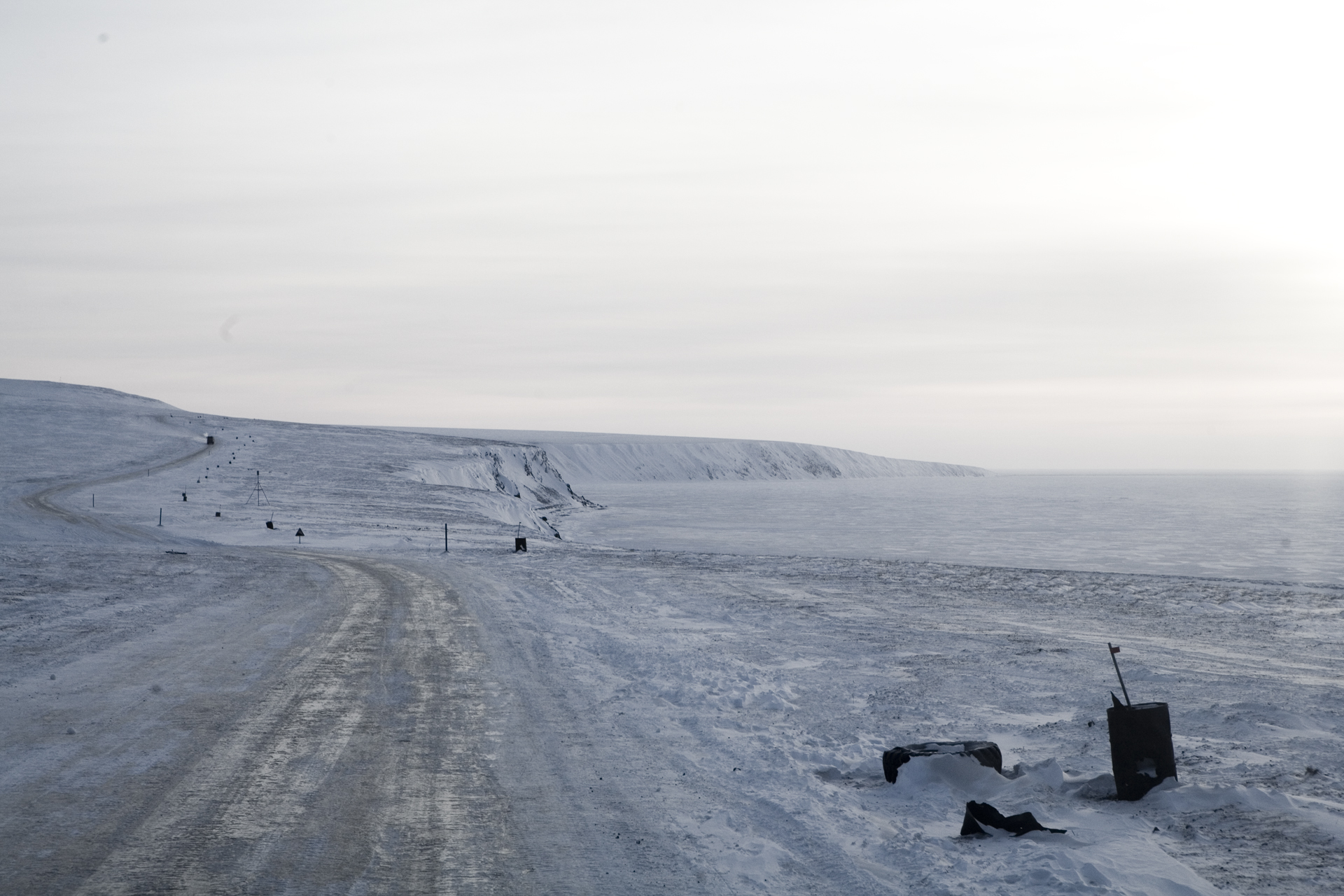
Автозимник Певек—Купол

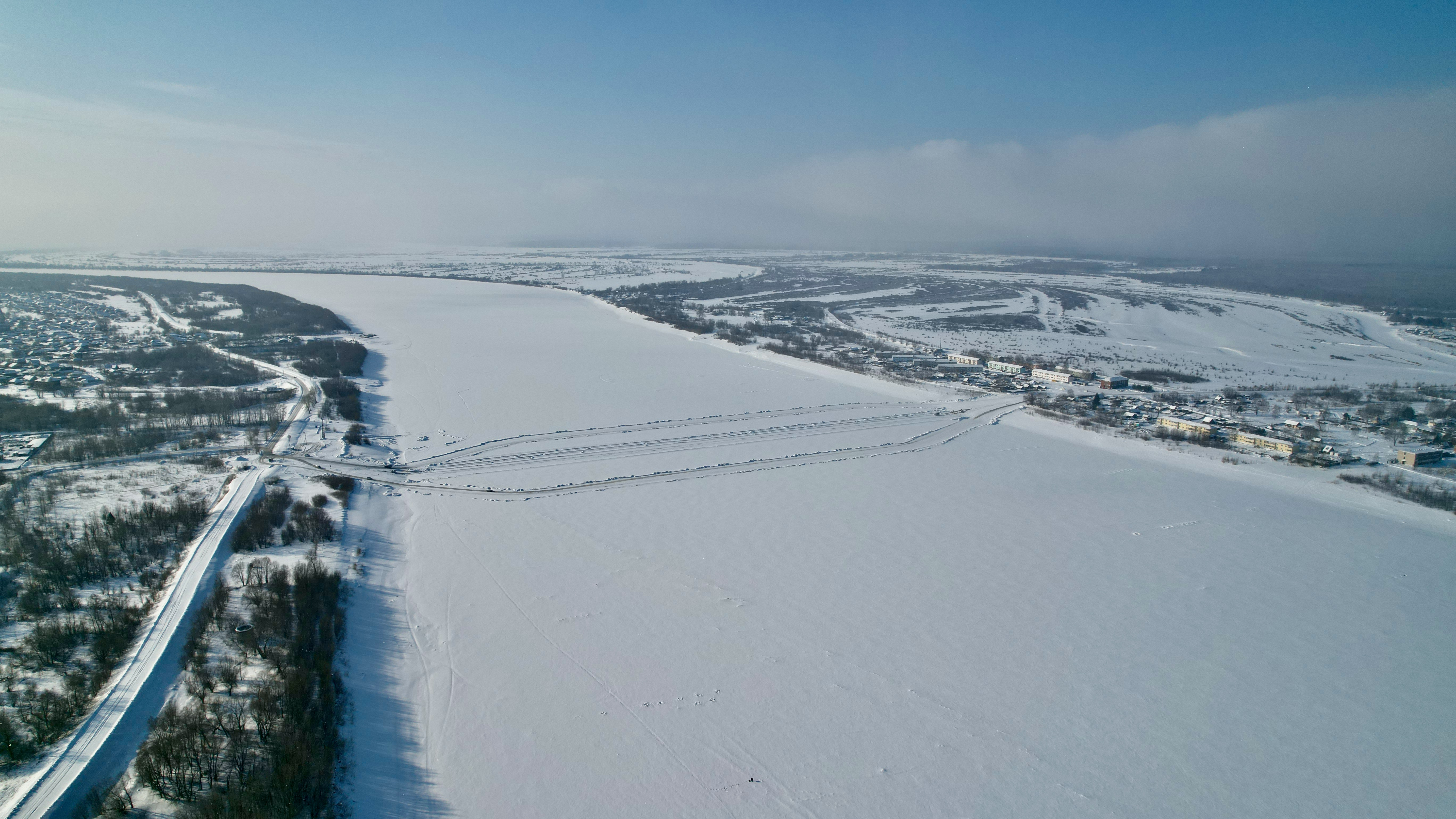
Зимник через Иртыш в Тобольске

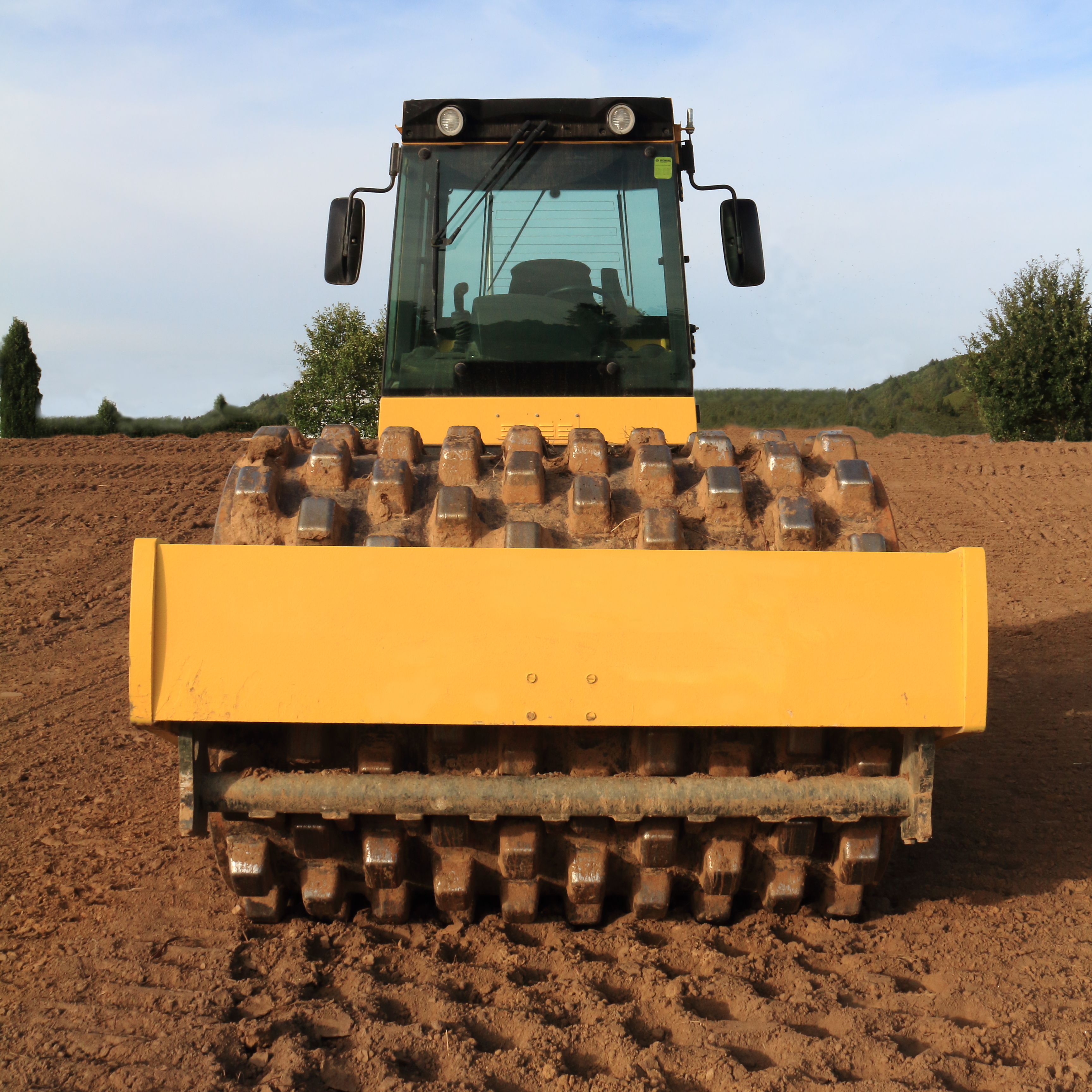
Кулачковый каток, способный преодолевать крутые подъёмы и уплотнять глубокий снег.

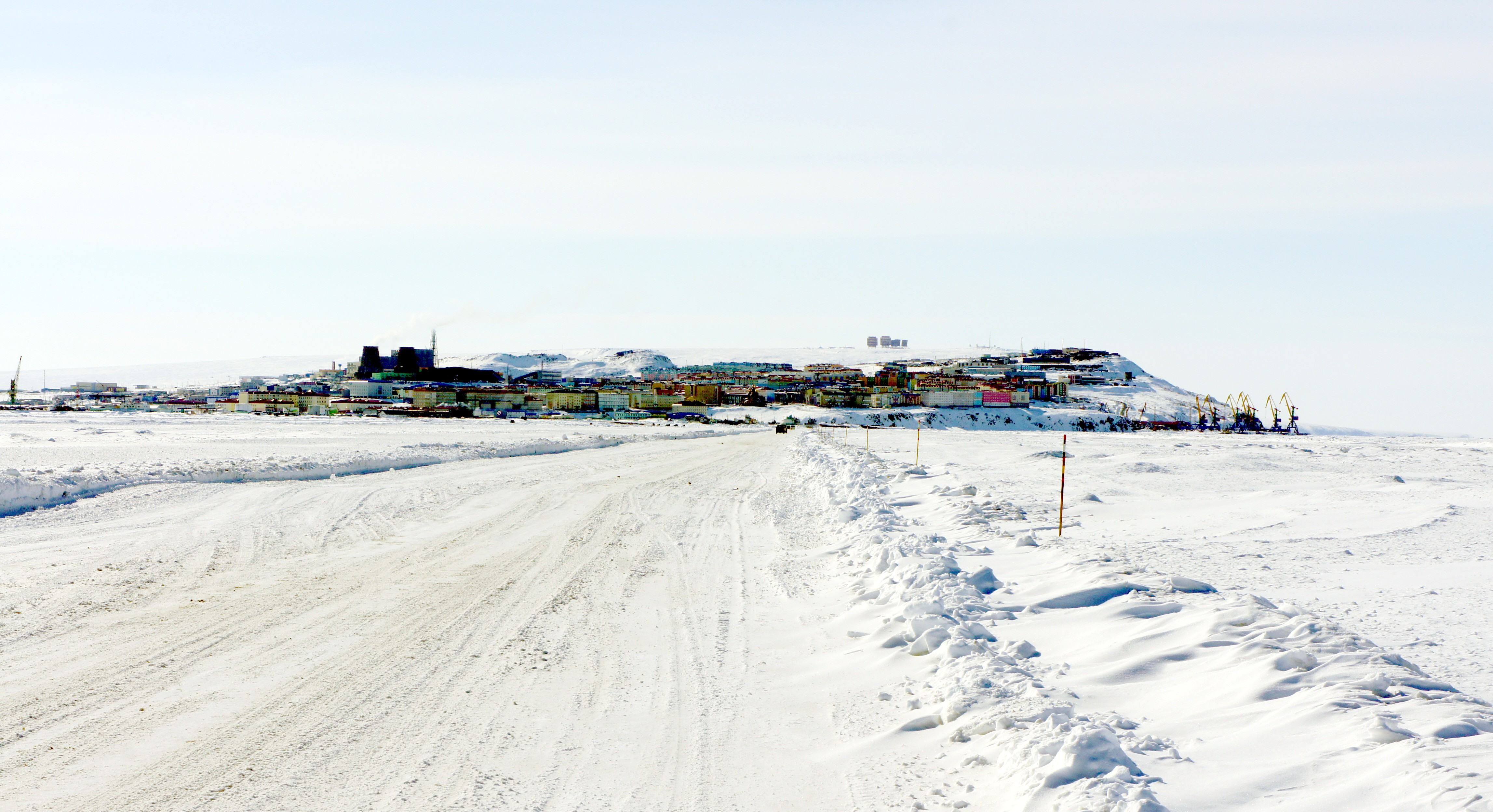
Ледовая дорога через Анадырский лиман

Зи́мник — автомобильная, тракторная и иная дорога, эксплуатация которой возможна только в зимних условиях, при минусовой температуре окружающей среды.
Ранее на Руси (в том числе на территории современной Российской Федерации), Зимник, Зимний путь, Санный путь — поездка и зимняя дорога вообще, на полозу, не на колёсах, прямая дорога по водам или болотам, противоположность летнику.
Для устройства зимника снег уплотняют и разгребают грейдерами, на реках намораживают ледовые переправы. Зимник может также проходить непосредственно по замёрзшему льду рек и озёр. Зимники широко распространены в Сибири и районах Крайнего Севера, в болотистых регионах, в районах, где отсутствуют мосты через многочисленные ручьи и реки, и в других тому подобных труднодоступных условиях. Часто зимники используются для доставки грузов и оборудования на нефте- и газопромыслы, а особенно часто — для вывоза тяжёлого и труднодоступного леса.

## Классификация
Автомобильные зимники (автозимник) классифицируются по нескольким категориям:
1. По расположению на местности:
- сухопутные:
  - по тундре;
  - по лесотундре;
  - по тайге;
  - по горам;
- ледовые (по льду замёрзших водоёмов):
  - ледяные переправы (через водотоки на сухопутных автозимниках и автомобильных дорогах постоянного действия);
  - вдоль русел рек.

2. По продолжительности использования сезона:
- обычные (устраиваемые только в период отрицательных температур);
- с продленным сроком эксплуатации (возможен проезд в течение зимнего и части (или всего) летнего периодов года).

3. По продолжительности эксплуатации:
- регулярные (возобновляются ежегодно по одной и той же трассе);
- временные (используются в течение одного или двух зимних сезонов);
- разового пользования (для однократного пропуска колонн автомобилей).

## Нормативы
Согласно утверждённым нормам, зимники должны иметь две полосы с шириной не менее трёх метров каждая. В местах со сложными условиями рельефа допускается одна полоса движения шириной 4,5 метра, при этом устраиваются разъезды длиной не менее 50 метров и шириной не менее 8 метров. Расстояние между разъездами устанавливаются в горной местности в пределах видимости встречного автомобиля, а на равнинной местности — через каждые 500 метров. На зимниках с большой интенсивностью движения, прокладываемых по льду крупных рек, озёр и морей, между полосами движения устраивается нерасчищаемая от снега разделительная полоса. Максимальная скорость движения ограничена 70 км/ч.
Поскольку зимник — сравнительно скользкая дорога, то при обустройстве зимника не допускаются крутые спуски и подъёмы, делаются выемки в возвышающихся холмах, а низины засыпаются землёй, или же участки с резкими перепадами высот обходятся стороной. Для преодоления скольжения автомобилей на ледяных склонах, возле дороги должны заготавливаться и обозначаться кучи крупнозернистого (сухого) песка или мелкого щебня, чтобы ими перед проездом по аварийно-опасному участку водители могли самостоятельно посыпать дорогу.
На крутых поворотах должна быть увеличена ширина дороги, чтобы длинномерные фуры беспрепятственно проходили их. Для улучшения видимости, должны спиливаться или срубаться деревья и кусты у самой дороги.
Но, поскольку зимники являются упрощённым дорожным строительством, то здесь часто нарушаются технологические нормативы из-за недостаточного финансирования и отсутствия государственной проверки.

## Строительство и содержание
Автозимник устраивается с установлением стабильных морозных температур воздуха, необходимых для достаточного промерзания верхних грунтовых вод почвы. Образовавшиеся за лето ямы, выпуклости и глубокие колеи на дороге выравниваются бульдозером или грейдером. При обильном выпадении снега и достижении толщины снежного покрова до 25 см, снег либо счищается с дороги, либо уплотняется специальными «волокушами-гладилками» (приспособленными толстыми прямыми брёвнами и широкими автомобильными шинами, например от трактора К-700). Укатка более глубокого слоя снежного покрова только волокушами затруднительна, поэтому снег трамбуют кулачковыми, решётчатыми и ребристыми дорожными катками, подталкиваемыми мощными тракторами, после которых иногда применяются термовибрационные снегоуплотняющие машины.
Для обеспечения безопасной эксплуатации, каждые 50—70 км организуются линейные дорожные пункты с тёплыми помещениями для кратковременного отдыха водителей и пассажиров и со спутниковой связью, а каждые 150 км — аварийно-спасательные и дорожно-ремонтные службы.
На ледовых переправах через реки предусматривается усиление ледяного покрова методом намораживания льда, иногда с послойным использованием деревянных настилов. Здесь дополнительно устанавливаются дорожные знаки, определяющие грузоподъемность переправы и условия её эксплуатации (часы работы, скорость движения автомобилей и дистанция между ними).
В безлесной тундровой зоне автозимник обозначается ориентирующими водителей в условиях пониженной видимости вешками (обычно ярко красного цвета) по обе стороны дороги через каждые 50—100 метров на прямых участках и через 20—30 метров — на кривых. В низинах, где зимой чаще всего наметаются сугробы и снежные заносы, а по весне стекается много воды, возле дороги заготовляются кучи ветвей деревьев, которые водители могут подкладывать (для улучшения сцепления с дорогой) под ведущие колёса своих автомобилей, застрявших в глубоком снегу или в грязи.
В гористой местности на крутых поворотах, подъёмах и спусках, рядом с дорогой заготавливаются кучи крупнозернистого песка или мелкого щебня, чтобы водители могли, перед преодолением опасного участка, с лопаты или из ведра, хотя бы слегка посыпать песком/щебёнкой скользкую заледеневшую дорогу.
В весенний период движение по зимней дороге целесообразно ночью (как в наиболее холодное время суток), а ремонт проезжей части — днём. При интенсивном движении автотранспорта, с наступлением тёплой погоды на труднопроходимых участках зимников могут дежурить бульдозеры для вытаскивания застрявших автомобилей. Но чаще всего водителям приходится рассчитывать только на свои навыки и находчивость, например, на умение застилать дорожную грязь ветками, сорванными (спиленными, срубленными) с ближайших деревьев.
Продление срока эксплуатации зимника на весенне-летний период (с сохранением мохорастительного покрова) осуществляется на мёрзлом основании с использованием теплоизолирующего слоя из смеси снега со льдом, мхом, торфом, опилками. В качестве дополнительной теплоизоляции для предотвращения оттаивания основания в последнее время стали применяться искусственные материалы (пеностирол, пенополиуретан и прочее).
Для преобразования зимника в круглогодичную дорогу, и при этом чтобы не заменять многометровые неустойчивые толщи торфа и глинистой жижи щебнем, который необходимо привезти в огромном количестве за сотни километров (при полном отсутствии дорог в вечной мерзлоте), в лесистой местности сооружается деревянный настил поверх зимника из растущих вокруг него деревьев. Сначала прямо в дорожную грязь бросаются обрубленные ветки деревьев и кустов, и поверх них укладываются брёвна в два слоя (поперёк дороги, и вдоль движения автомобилей), выравниваются и скрепляются между собою железными скобами, штырями, большими гвоздями, хомутами (иногда тросами и верёвками). Для повышения скорости движения и защиты от возгорания покрытие рекомендуется засыпать гравийным материалом или супесчаным грунтом. Через каждые несколько сот метров (в зависимости от местного климата) под деревянным настилом дороги обустраивается пропуск воды (широкая труба или мост).

## Рекорды
- Наиболее известным зимником является «Дорога жизни» (ВАД), во время блокады Ленинграда бывшая единственным путём, соединявшим осаждённый город с «Большой Землёй».
- Самый длинный в мире ледовый автозимник (и самый северный в России), проложенный по замёрзшему морю, соединяет Певек с труднодоступным селом Айон; его протяжённость составляет 120 км[10].